# Chikorita
Chikorita (チコリータ Chikorīta?) es una especie de Pokémon de tipo planta introducida en la segunda generación. Es uno de los tres Pokémon iniciales que elegir los entrenadores al comenzar la aventura en la región de Johto, junto con Cyndaquil (inicial de tipo fuego) y Totodile (inicial de tipo agua).
Sus evoluciones son Bayleef (al nivel 16) y Meganium (al nivel 32, evoluciona de Bayleef).

## Descripción y biología
Chikorita es un Pokémon cuadrúpedo con forma de saurópodo de tonos verdes con una gran hoja en su cabeza. De su cuello sobresalen varios pinchos pequeños formando una especie de collar, en el anime puede verse que se pueden expandir para formar lianas. Tiene dos grandes ojos carmesí y una pequeña boca. Su cuerpo es muy corto en comparación con su cabeza y en la parte de atrás sobresale una pequeña cola.
De su gran hoja desprende un dulce aroma, con ella es capaz de medir la humedad y temperatura del ambiente para localizar los sitios cálidos. Es muy dócil, comúnmente se le ve echado en los campos y praderas abiertas donde puede recibir los rayos directos del sol y así poder absorberlos. Cuando combate gira y agita su gran hoja para impresionar y mantener a raya a su rival, para después liberar una fragancia relajante y apaciguar el encuentro, creando un ambiente agradable lleno de paz. Es un Pokémon agradable, se lo puede ver trotando llevando su gran hoja al viento.

## Apariciones

### En videojuegos
Chikorita hizo su debut en los videojuegos Pokémon oro y Pokémon plata, de 1999. En ellos, es uno de los tres personajes que el jugador puede elegir al principio, cosa que también sucede en Pokémon Crystal y sus reediciones—donde aparece junto a Cyndaquil y Totodile—. Chikorita, y los demás personajes antes mencionados, pueden ser seleccionados en Pokémon Esmeralda, después de completar la Pokédex de Hoenn. En Pokémon rubí omega y Pokémon zafiro alfa, es posible obtenerlo a través del profesor Birch una vez finalizado el «Episodio Delta». En Pokémon Sol y Pokémon Luna, este personaje comúnmente no se encuentra en la naturaleza, por lo que puede adquirirse escaneando códigos QR en la isla Melemele.
Por otro lado, Chikorita también ha hecho diversas apariciones en otros juegos. Tanto en Super Smash Bros. Melee como en Super Smash Bros. Brawl, puede ser utilizado para atacar a los oponentes con el movimiento «hoja afilada» cuando se arroja desde su Poké Ball; mientras que, en Super Smash Bros. Ultimate, aparece como un espíritu. En 2017, apareció junto a Cyndaquil, Totodile y otros setenta y siete personajes más, en el videojuego para móviles Pokémon GO. Además, Chikorita fue uno de los personajes principales del evento «Día de la Comunidad 2018» en la aplicación.

### En anime
En el ánime de Pokémon, la ejemplar de chikorita más notable es la que capturó Ash Ketchum. Este la encuentra en la naturaleza y la salva del Team Rocket, por lo que se vuelven amigos y se unen sin necesidad de una batalla de captura. Chikorita se enamora de él, lo que provoca que en algunas situaciones al ser liberada de su Poké Ball, se dirija a mostrarle cariño a Ash en lugar de atacar. Debido a que busca la atención de dicho personaje, en una ocasión decide huir por celos hacia Pikachu, aunque vuelve después de que Ash demuestra interés por sus sentimientos. En los combates de gimnasio, Chikorita fue derrotada por Hoothot de Falkner, y luego ella derrotó a Spinarak de Bugsy, sin embargo, fue derrotada nuevamente por el Metapod de este último. Esto demostró que las debilidades de Chikorita son los pokémon tipo voladores y bichos. También apareció en la película Pokémon 3: El hechizo de los Unown. Posteriormente, Chikorita evoluciona a Bayleef para proteger a Ash del Team Rocket.
El Chikorita que poseía Casey—y que obtuvo como pokémon inicial— fue el primero en aparecer en el anime. Más adelante, se convirtió en un Bayleef, y luego en un Meganium. Otro de estos ejemplares se halla bajo la propiedad de Plata, quien se encuentra con  Ritchie. Asimismo, Chikorita figura en Sinnoh como pokémon de Lyra durante un combate múltiple; así como en Pokémon: Arceus y la Joya de la Vida junto al resto de pokémon iniciales de Johto; y en Pokémon Journeys: The Series como posesión de Horace.

### En adaptaciones impresas
En el manga Pocket Monsters Special, Chikorita es el último pokémon inicial de Johto que obtuvo un entrenador; tras escapar del profesor Elm, conoció a Crystal y le pidió entrar a su equipo. Ella aceptó después de que este pasara una prueba donde se enfrentaba con sus otros pokémon. Rápidamente, Chikora ayudó a Crystal a completar el Pokédex, y gracias a ello, se mantuvo en su equipo a partir de ese momento. Luego, este evolucionó en Bayleef mientras peleaba con un Larvitar, que Crystal capturó.
En Magical Pokémon Journey, aparece un chikorita llamado Chiko, que es amigo de Bulbasaur. Por otro lado, en Pokémon Gold & Silver: The Golden Boys, Chikorita es robado del laboratorio del profesor Elm por Black, quien lo convierte en su pokémon inicial—y también evoluciona a Bayleef—. Otras y otros ejemplares de Chikorita también se incluyen en las mangas Pocket Monsters HeartGold & SoulSilver Go! Go! Pokéathlon, Pokémon Pocket Monsters y Pocket Monsters HGSS Jō's Big Adventure.

### En productos
En 2001, Nintendo publicó una edición especial Pokémon oro y Pokémon plata de la Game Boy Color, que incluía diseños de Chikorita, Cyndaquil, Totodile y Pikachu, aunque luego fueron removidos en su lanzamiento en Estados Unidos, con excepción de este último. Asimismo, forma parte de múltiples ediciones del juego de cartas Pokémon Trading Card Game.

## Recepción
Chikorita contó con una aceptación favorable hacia el personaje en sí, aunque las evoluciones que sufre fueron criticadas por su «falta de defensa», lo que provocó un declive en su popularidad. Tracey West y Katherine Noll, autoras de Pokémon Top 10 Handbook, escribieron que en el anime fue «uno de [los] pokemon más leales» de Ash Ketchum, y destacaron cómo Chikorita evoluciona a Bayleef para poder proteger a Ash. Además, coincidieron en que «cualquier entrenador estaría orgulloso de tener a este pokemon [tipo] planta en su equipo». Por otro lado, Jasmine Maleficent Rea de VentureBeat llamó al personaje el «pokemon de aspecto más tonto en la historia de los animales animados rechonchos», mientras que, Nicholas Bashore lo ubicó en el puesto número dieciséis de su lista de pokémon iniciales.